# Linnaemya steini
Linnaemya steini là một loài ruồi trong họ Tachinidae.